# Lopadostoma pouzarii
Lopadostoma pouzarii är en svampart som beskrevs av Granmo & L.E. Petrini 1996. Lopadostoma pouzarii ingår i släktet Lopadostoma och familjen kolkärnsvampar.  Arten är reproducerande i Sverige. Inga underarter finns listade i Catalogue of Life.